# Lithocharis ochracea
Lithocharis ochracea – gatunek chrząszcza z rodziny kusakowatych i podrodziny żarlinków.
Gatunek ten został opisany w 1802 roku przez Johanna L.C. Gravenhorsta jako Paederus ochracea.
Chrząszcz o ciele długości od 3,5 do 4 mm, bardzo delikatnie punktowanym, krótko i jedwabiście owłosionym. Głowa jest za oczami trochę rozszerzona, o skroniach tak długich jak średnica oka, ubarwiona czarno lub czarnobrunatno z żółtymi czułkami i aparatem gębowym. Przedplecze jest nie dłuższe niż szerokie, czerwono- lub brunatnożółte, o gładkiej linii środkowej co najwyżej bardzo słabo widocznej. Odwłok samca ma piąty sternit o szczoteczkach włosków po bokach płytkiego wcięcia ustawionych skośnie w kierunku zewnętrznym, a szósty sternit z tylną krawędzią łukowaty wyciętą i szczoteczkami włosków po obu stronach tego wycięcia.
Owad znany z Portugalii, Hiszpanii, Irlandii, Wielkiej Brytanii, Francji, Belgii, Holandii, Niemiec, Danii, Szwecji, Norwegii, Finlandii, Szwajcarii, Austrii, Włoch, Łotwy, Polski, Czech, Słowacji, Węgier, Ukrainy, Chorwacji, Bośni i Hercegowiny, Serbii, Czarnogóry, Rumunii, Bułgarii, Rosji, Azorów, Wysp Kanaryjskich, Madery, kontynentalnej Afryki Północnej, Cypru, Bliskiego Wschodu i wschodniej Palearktyki. Zasiedla łąki, pola i skraje lasów na nizinach i niższych położeniach górskich, bytując pod gnijącymi szczątkami roślinnymi. Na większych rzędnych występuje jako gatunek synantropijny w pryzmach kompostowych.